# مجمع جامع أنديجان
مجمع جامع أنديجان هو معلم معماري (نهاية القرن التاسع عشر). يتكون من مسجد، مدرسة دينية، ومئذنة. استغرق بناء مجمع جامع أنديجان من عام 1883 حتى عام 1890. المساحة الإجمالية للمجمع هي 1.5 هكتار. داخل المجمع يقع متحف الأدب والفن في منطقة أنديجان.

## المدرسة
طول المدرسة هو 123 متر. المدخل المركزي للمدرسة مزخرف ببوابات مقوسة تقليدية على شكل قبة. تتواجد مئذنة صغيرة مزخرفة على جانبي مدخل الواجهة. جدران المبنى مزينة بنقوش وفسيفساء بألوان تقليدية زرقاء وخضراء، وهي مميزة لمعمار وادي فرغانة. في البداية، تم بناء المدرسة على شكل حرف "U" وكانت مفتوحة. العناصر الرئيسية للتصميم الداخلي للمدرسة تشمل شاشات مشبكة مزخرفة وأنماط هندسية وأركان.
يقع المسجد الجامع، مثل المدرسة، في الجزء الغربي من المجمع المعماري، ويتكون واجهتها الرئيسية من 26 قوسات. في الجزء العلوي من المئذنة، تم تركيب قاعدة تشبه القبة وقبة صغيرة ثمانية الأضلاع مع هلال على القمة. الجزء العلوي والوسطى من المئذنة مزخرفان بقباب وأحزمة منقوشة. الواجهة الرئيسية للمبنى هي تحفة معمارية مع الأشجار المثمرة حولها. المدخل الرئيسي للمدرسة يواجه الشرق ويُبنى مع شرفة مرتفعة، حيث توجد قوس مائلة على كل جانب منها. تقع المئذنتان في زوايا المبنى.

## المسجد
مسجد جامع في أنديجان هو مسجد جماعي نشط في المدينة. يقع المسجد في الجزء الغربي من المجمع. يتميز معمار المسجد بفناء زاويته الصحيحة مع ثلاثة جوانب تضم إيوانات مقوسة وذات قباب. تتواجد المئذنة في الفناء. بارتفاع 32 متر، تعد المئذنة هي الأطول في وادي فرغانة، وتحتوي على شرفة من الطابق الأول ثمانية الأضلاع مبنية فوق جدار الأساس. للمسجد خمسة مداخل (مدخل في الجنوب واثنان من الشمال والشرق). تم بناء مجمع جامع أنديجان بمشاركة المعماريين مثل إسحاقسون ويوسف علي موسايف والحرفيين الآخرين. تعرض المجمع لأضرار نتيجة الزلزال الذي وقع في عام 1902. تم تجديد المباني في فترتين (1971–1974) و (1999–2000). تم إدراج المجمع في قائمة مواقع التراث الثقافي وقائمة التراث العالمي لليونسكو.

## المبنى الجديد للمسجد
بدأ بناء المبنى الجديد لمسجد جامع في عام 2018 وانتهى في مايو من نفس العام. تم بناء المبنى الجديد على طراز المعمار القديم المكون من أربعة إيوانات وأربعة مداخل. على كل من جانبيه، توجد مئذنتان بارتفاع 54 مترًا، وقبة بقطر 18 مترًا بنيت في أعلى المبنى الرئيسي. بينما كان المسجد السابق يتسع لـ 5000 مصلٍ، يمكن للمبنى الجديد استيعاب أكثر من 15,000 مصلٍ. تم حضور حفل افتتاح المبنى الجديد لمسجد جامع من قبل شافكات ميرزيوييف.

## المعرض

معرض الصور
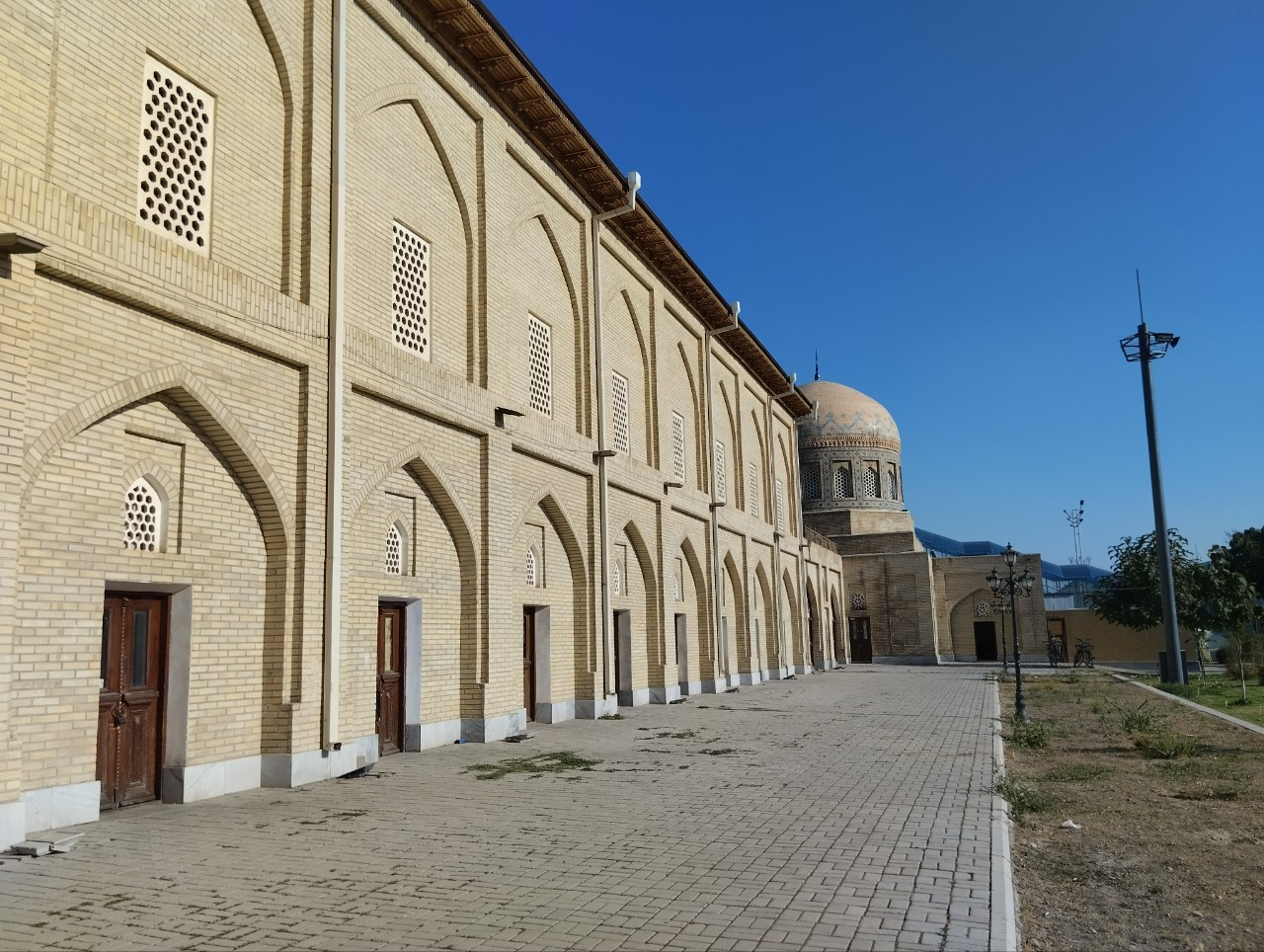
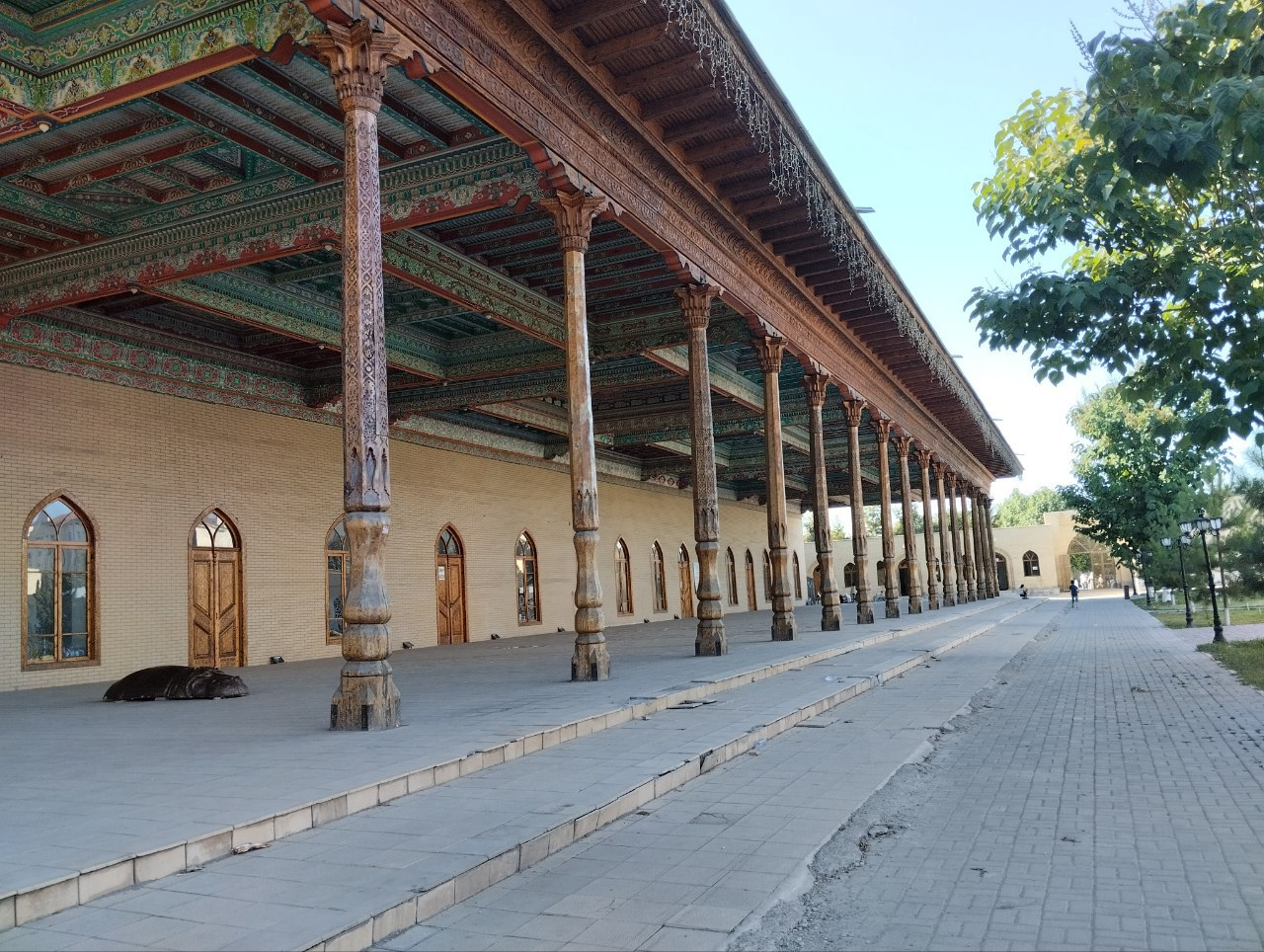
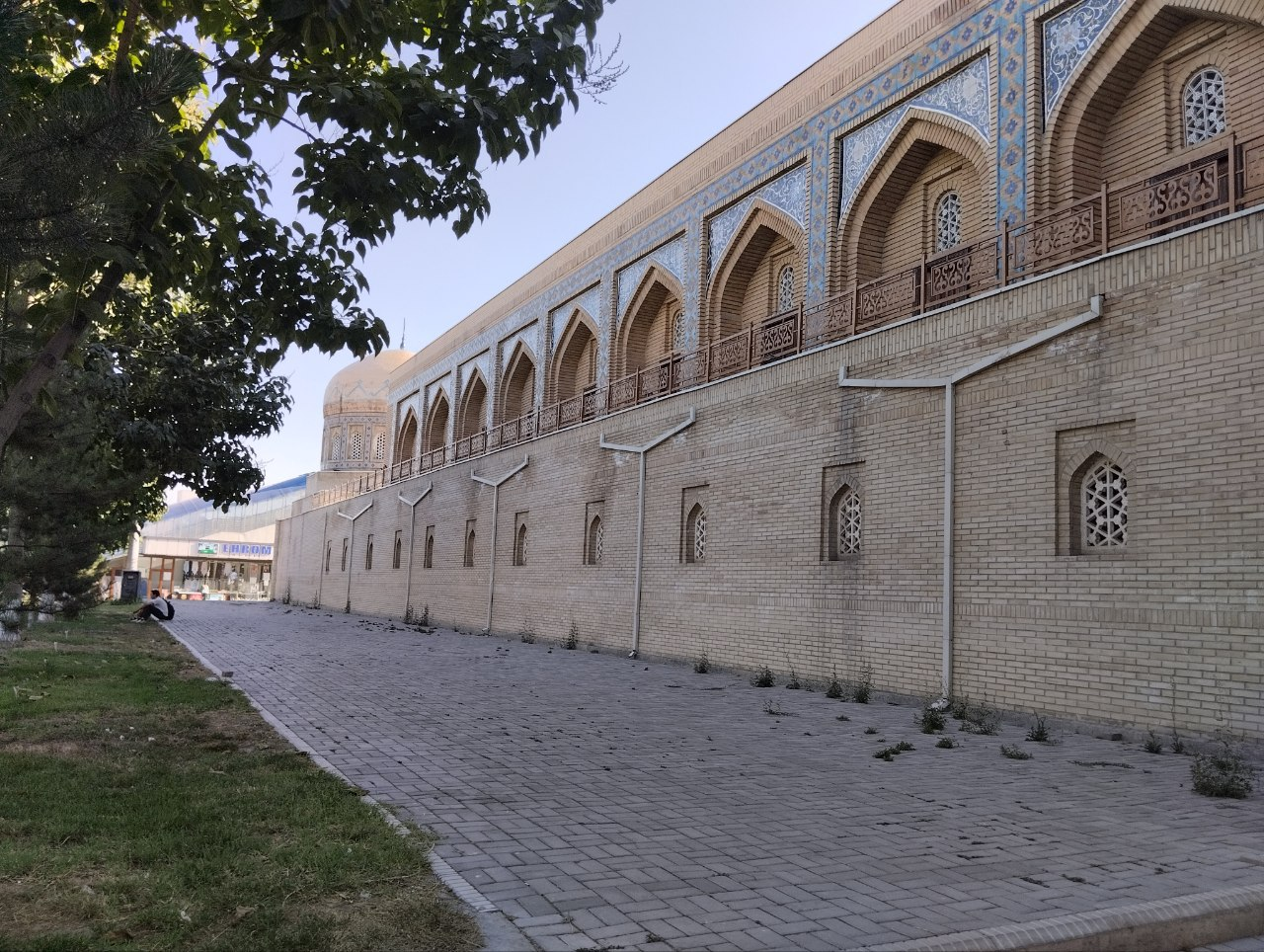
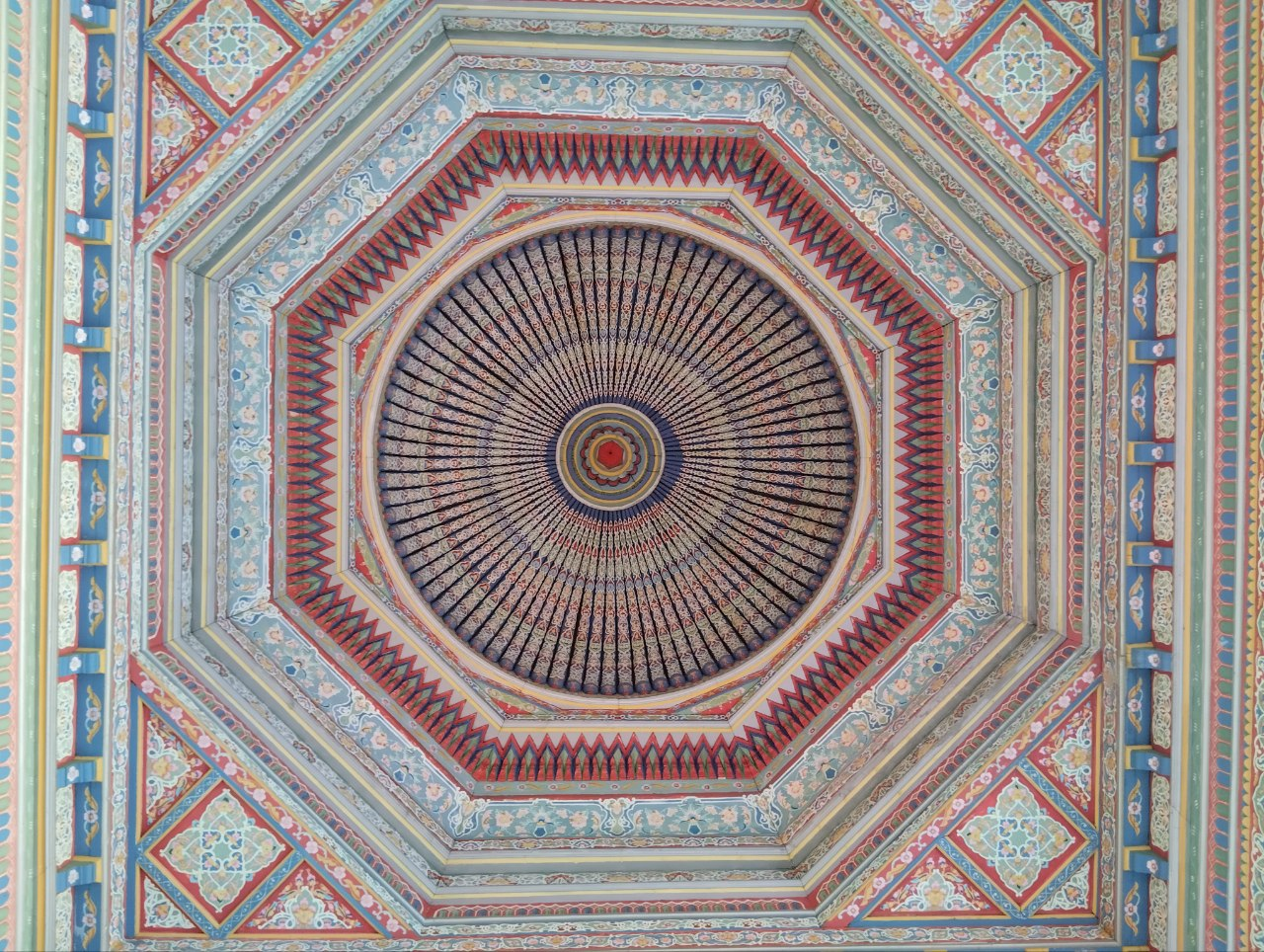
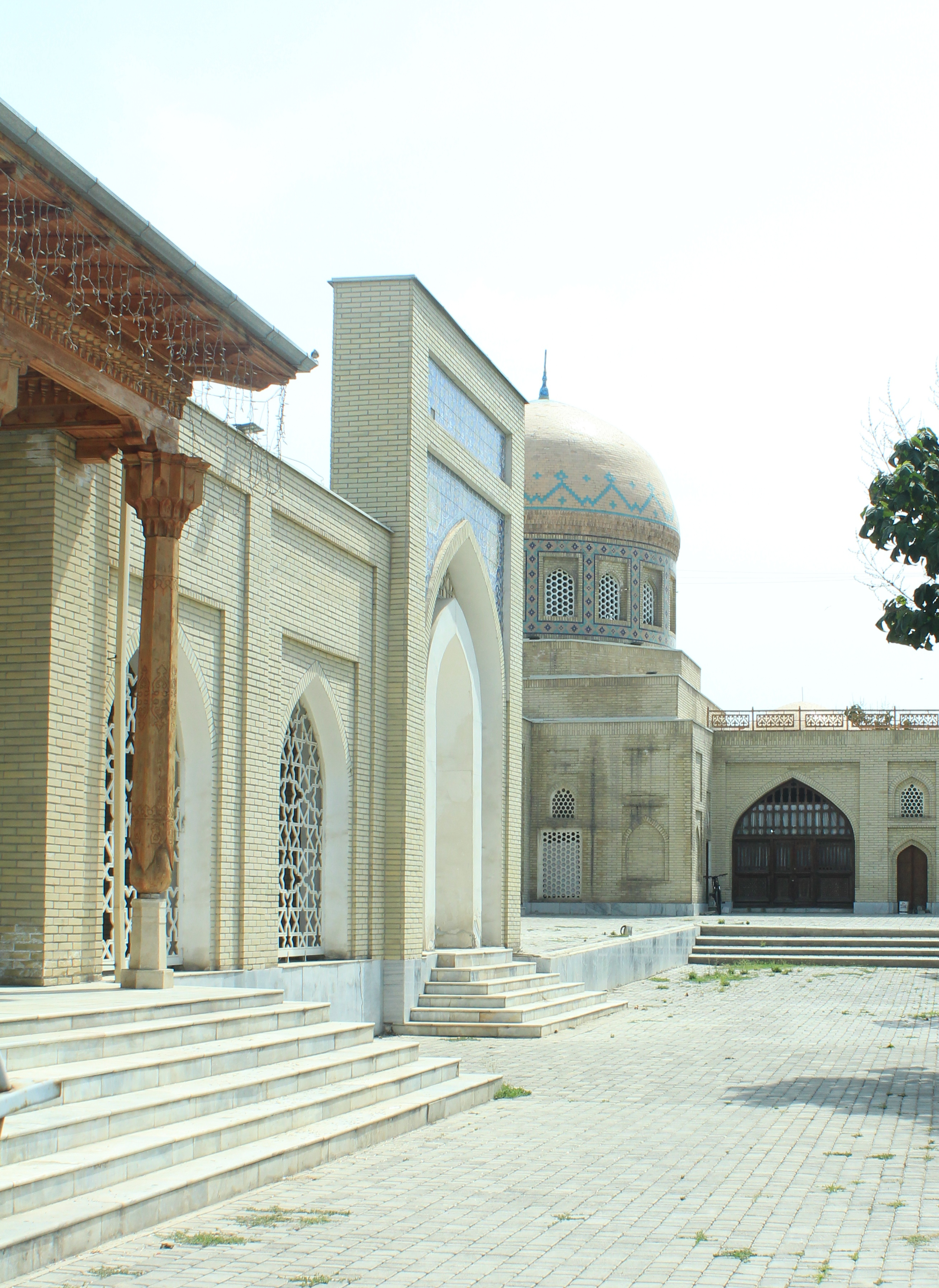
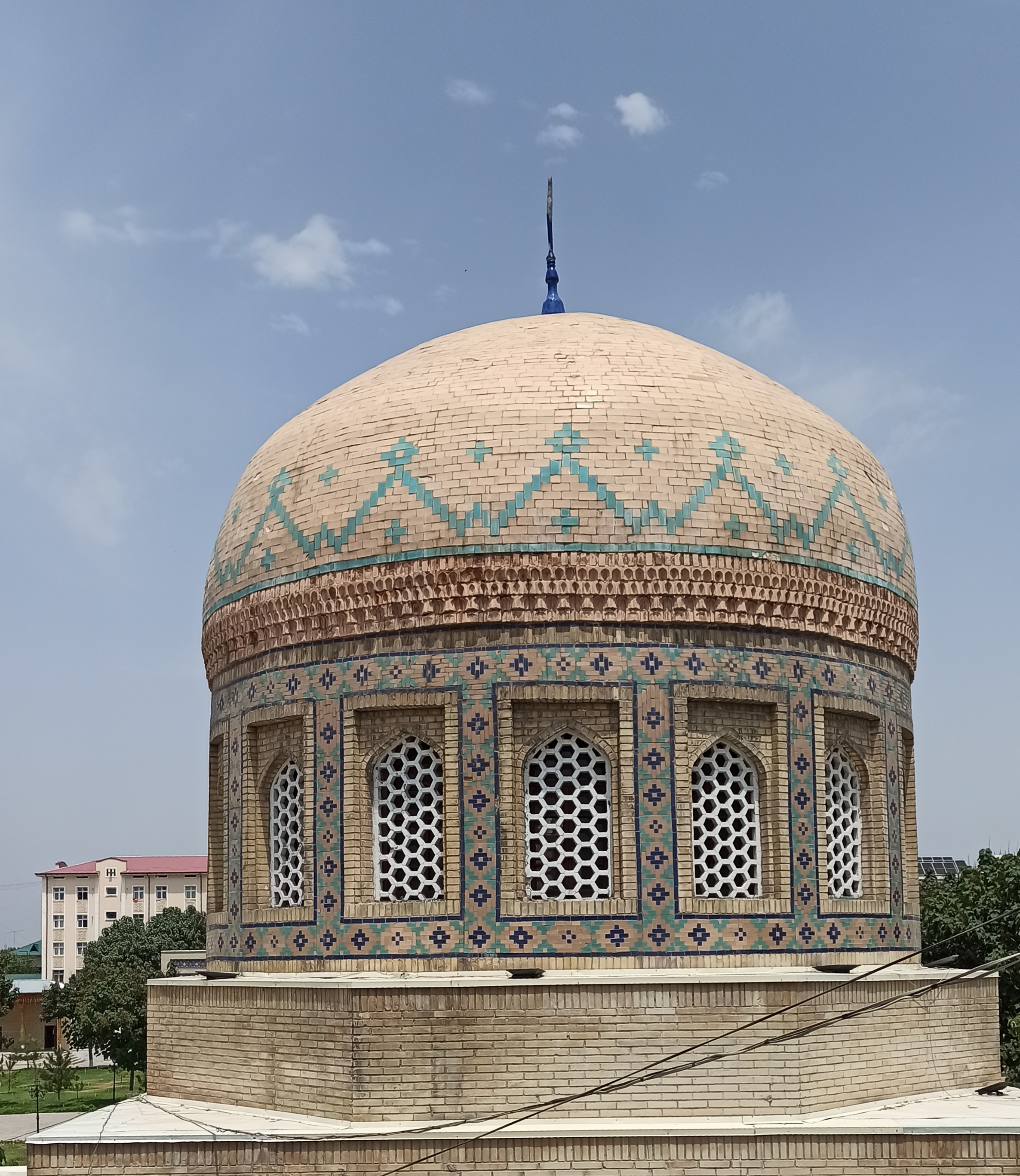